# Федорцева, Софья Владимировна
Софья Владимировна Федорцева (урождённая — Сабат; 8 марта 1900, с. Помонята, Королевство Галиции и Лодомерии Австро-Венгерской империи — 15 июня 1988, Львов) — украинская советская актриса

 театра и кино, народная артистка Украинской ССР (1946).

## Биография

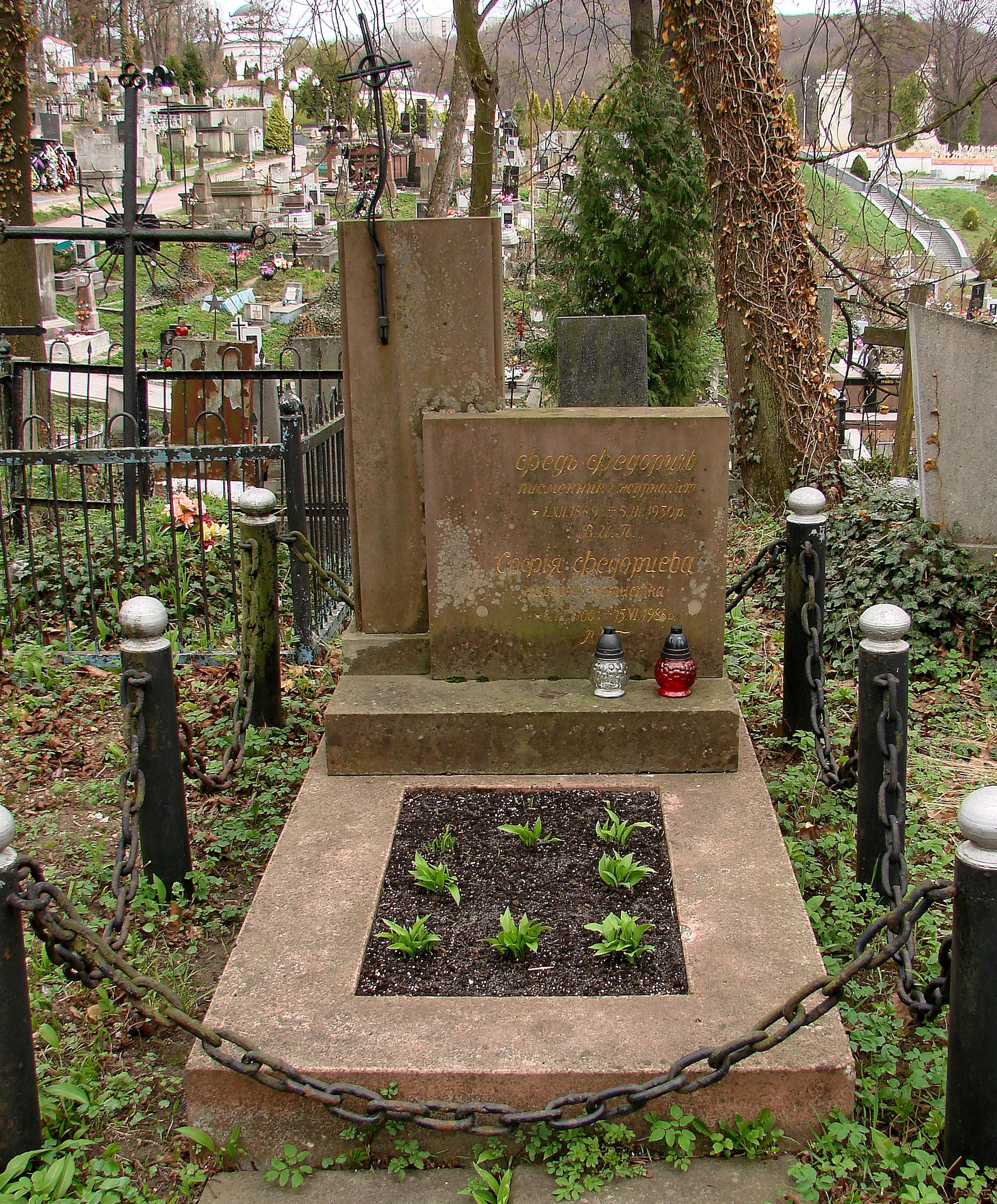
Могила С.Федорцевой на Лычаковском кладбище

В 1920 году окончила Учительский институт во Львове. В 1923 году — драматическую студию при Львовской консерватории.
С 1923 года выступала на эстраде артисткой художественного чтения во Львове. Как драматическая актриса дебютировала в 1926 году во Львове в труппе И. Стадника.
В 1927—1960 годах играла на сцене харьковского театра «Березиль» (в 1934—1960 в Харьковском украинском драматическом театре имени Тараса Шевченко).
Амплуа — драматическая актриса героико-трагедийного плана, мастер художественного чтения.

## Избранные театральныее роли
- Маруся («Дай сердцу волю, заведёт в неволю» М. Кропивницкого),
- Ингигерда («Ярослав Мудрий» И. Кочерги),
- Оксана («Гибель эскадры» А. Корнейчука),
- Катерина («Гроза» А. Островского),
- Мария («Мария Тюдор» Гюго),
- Небаба («Диктатура» И. Микитенко),
- Эмилия («Отелло» У. Шекспира)

Играла главные роли в пьесах Максима Горького, Александра Корнейчука и др.
Снималась в кино. Выступала в радио и с концертами.
Опубликовала воспоминания о Лесе Курбасе, П. Тычине, В. Стефанике и других.

## Избранная фильмография
- 1955 — Лимеривна —  Шкандибиха,
- 1957 — Любовь на рассвете (фильм-спектакль) — баба Елена
- в документальном киноочерке про В. Стефаника.

## Награды
- орден Трудового Красного Знамени (30 июня 1951)[1]
- два ордена «Знак Почёта» (1935 и 22 мая 1947[2])
- медали СССР
- народная артистка Украинской ССР